# Karto
Claudio Romero (1963–2022), conocido como Karto, fue un ilustrador, animador e historietista chileno. Es considerado uno de los dibujantes más emblemáticos del cómic chileno de la década de 1980. Su trabajo ha sido material de numerosas publicaciones y también un ícono contracultural.
Es creador de la personaje «Kiky Bananas», cuyos capítulos fueron publicados en la revista Trauko. Sus contribuciones más conocidas son las gráficas publicitarias de la bebida Free, las ilustraciones del álbum Galería del Terror de Salo, y las portadas de la marca de cuadernos Colón.

## Biografía
Claudio Romero nació en Santiago, el 25 de mayo de 1963.
Desde muy temprano en su carrera, y en plena dictadura militar, Romero decidió dedicarse a dibujar cómics para adultos al comprender el poder de las viñetas como herramienta de expresión transgresora y contestataria. Todo gracias a una encomienda con un montón de revistas que le hizo llegar su hermana, la escultora Ana María Romero, desde España. En el envío venían Totem, Zona 84, El Vibora y otras publicaciones como Bésame mucho y Makoki.
Irrumpió en la década de los 80 en el movimiento underground, destacando el primer y único número de la revista Enola Gay Comix, y su trabajo en la revista Trauko, a la cual reconoce que llegó por casualidad y donde terminó siendo uno de los nombres claves de aquella publicación. 
En las páginas de Trauko, verdadero hito de la contracultura, fue el autor de «Amarillo Flipper» y «Una triste historia de Luna Azul», pero su creación más emblemática fue la diva «Kiky Bananas», bella, fuerte e independiente. 
Junto con su trabajo en la historieta, reunió algunos dibujantes de la Enola Gay Comix para trabajar en la «Free Poster Manía» de la bebida cola Free, una promoción de 1986 donde se obsequiaban pósteres con coloridos diseños e ilustraciones. Posteriormente, a fines de los 80, fue llamado para ilustrar las portadas de los cuadernos Colón, en las cuales trabajó por más de tres años. Roqueras, irreverentes y también futuristas, causaron un enorme impacto que el propio Karto reconocía estar sorprendido de haber alcanzado.
A comienzos de la década de 1990 trabajó en la empresa Salo, donde se ocupó de ilustrar revistas como «Galería del Terror» y «Basuritas», y empezó a trabajar como historietista en la revista Matucana. En el rubro de la animación, realizó videoclips para las bandas Pánico, Fiskales Ad Hok y Sexual Democracia, y se ocupó de la dirección de arte de canales como TVN y Canal 2 Rock & Pop.
En 1997 creó el cómic «Ataque extraterrestre» basado en los integrantes de Pánico. Dicha historieta fue compartida en las primeras mil copias en casete del álbum Canciones para aprender a cantar.
Junto con el relanzamiento de la revista Trauko, publicó Relatos Carnívoros en 2011, con breves episodios eróticos escritos por Eugenio Norambuena (novelista chileno), y Kiky Bananas y Otras Historias en 2016, ambos lanzados por la editorial Ocho Libros. Este último recopiló las historietas de su famoso personaje, y además incluyó capítulos de «Amarillo Flipper» y «El Zero sobre Java» como material adicional.
Claudio Romero falleció el 25 de febrero de 2022, a los 58 años. Su funeral se llevó a cabo el 26 de febrero en el Parque del Recuerdo de Huechuraba.